# Teotónio Machado Pires
Teotónio Machado Pires GOC • GOIH (Terra Chã, 7 de Novembro de 1902 — Angra do Heroísmo, 2 de Abril de 1987) foi um jurista, advogado e político ligado ao Estado Novo, que entre outras funções de relevo foi deputado e governador civil do Distrito Autónomo de Angra do Heroísmo.

## Biografia
Nasceu na freguesia da Terra Chã, arredores da cidade de Angra do Heroísmo. Após concluir o ensino secundário no Liceu Nacional de Angra do Heroísmo, mantriculou-se na Faculdade de Direito da Universidade de Lisboa, cujo curso concluiu no ano de 1927.
Terminado o curso, fixou-se em Angra do Heroísmo como advogado, acumulando essa atividade com as funções de professor provisório do Liceu e da Escola Industrial e Comercial de Angra do Heroísmo. Em 1932 ingressou na função pública ao ser nomeado chefe da secretaria da Junta Geral do Distrito Autónomo de Angra do Heroísmo.
Apoiante da Ditadura Nacional, foi nomeado vogal da comissão administrativa da Câmara Municipal de Angra do Heroísmo, funções que exerceu de 1928 a 1930. Com a institucionalização do Estado Novo, em 1934 foi escolhido para presidente da comissão municipal de Angra do Heroísmo da União Nacional.
Foi deputado à Assembleia Nacional do Estado Novo na IV Legislatura (1945-1949), integrando a Comissão de Obras Públicas e Comunicações. Na primeira sessão legislativa fez uma intervenção sobre problemas que interessavam à ilha Terceira e outra sobre a construção do porto de abrigo de Angra do Heroísmo, enviando um requerimento pedindo informações sobre aquele assunto. Teve intervenção no processo de criação da Escola do Magistério Primário de Angra do Heroísmo.
Proprietário agrícola na Terra Chã, em 1945 foi da Comissão Administrativa do Grémio da Lavoura do Distrito Autónomo de Angra do Heroísmo.
Foi governador civil do Distrito Autónomo de Angra do Heroísmo de 31 de março de 1959 a 16 de abril de 1973. Nestas funções, notabilizou-se na assistência aos sinistrados  da crise sísmica dos Rosais, razão pela qual a vila de Velas e a freguesia dos Rosais o lembram na sua toponímia. Também a vila de Santa Cruz da Graciosa e a freguesia da Terra Chã têm arruamentos com o seu nome. 
Foi também presidente da Comissão Regional de Turismo e sócio fundador do Instituto Histórico da Ilha Terceira, tendo presidido àquela instituição entre 1958 e 1960. Presidiu também à direcção do Montepio Terceirense. Tem colaboração dispersa em vários jornais e revistas.
Foi feito grande-oficial da Ordem do Infante D. Henrique a 15 de junho de 1962 e grande-oficial da Ordem Militar de Cristo a 31 de maio de 1973. Também recebeu a medalha de ouro de Mérito Naval.
Foi pai do Prof. Doutor António Manuel Bettencourt Machado Pires, professor catedrático de literatura e cultura portuguesa e durante muitos anos reitor da Universidade dos Açores e grande-oficial da Ordem da Instrução Pública a 23 de agosto de 1988.